# La donna fantasma (film)
La donna fantasma (Phantom Lady) è un film del 1944 di Robert Siodmak, tratto dall'omonimo libro di Cornell Woolrich (pubblicato con lo pseudonimo di William Irish).

## Trama

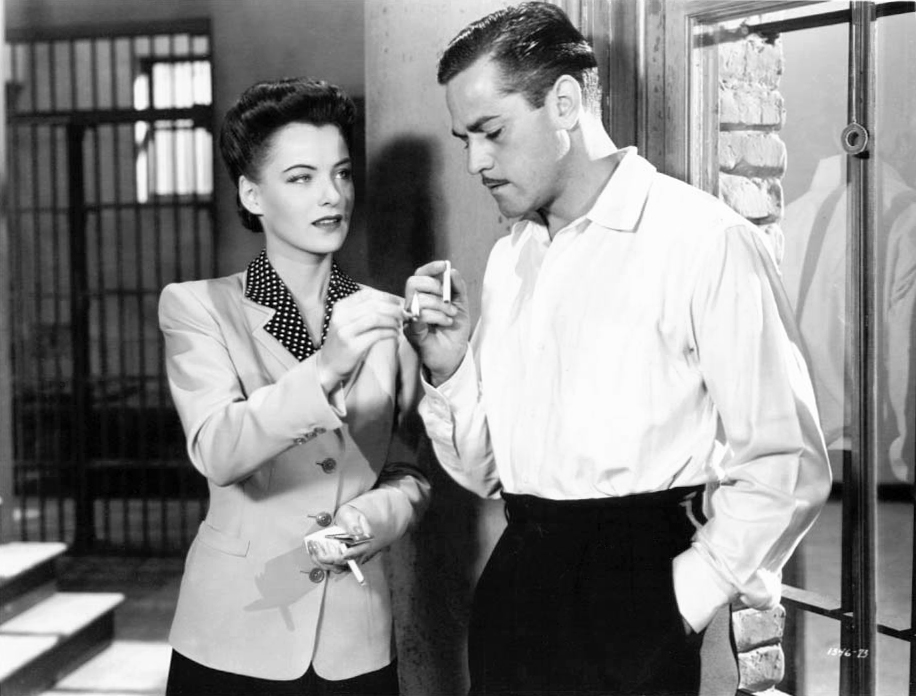
Ella Raines e Alan Curtis

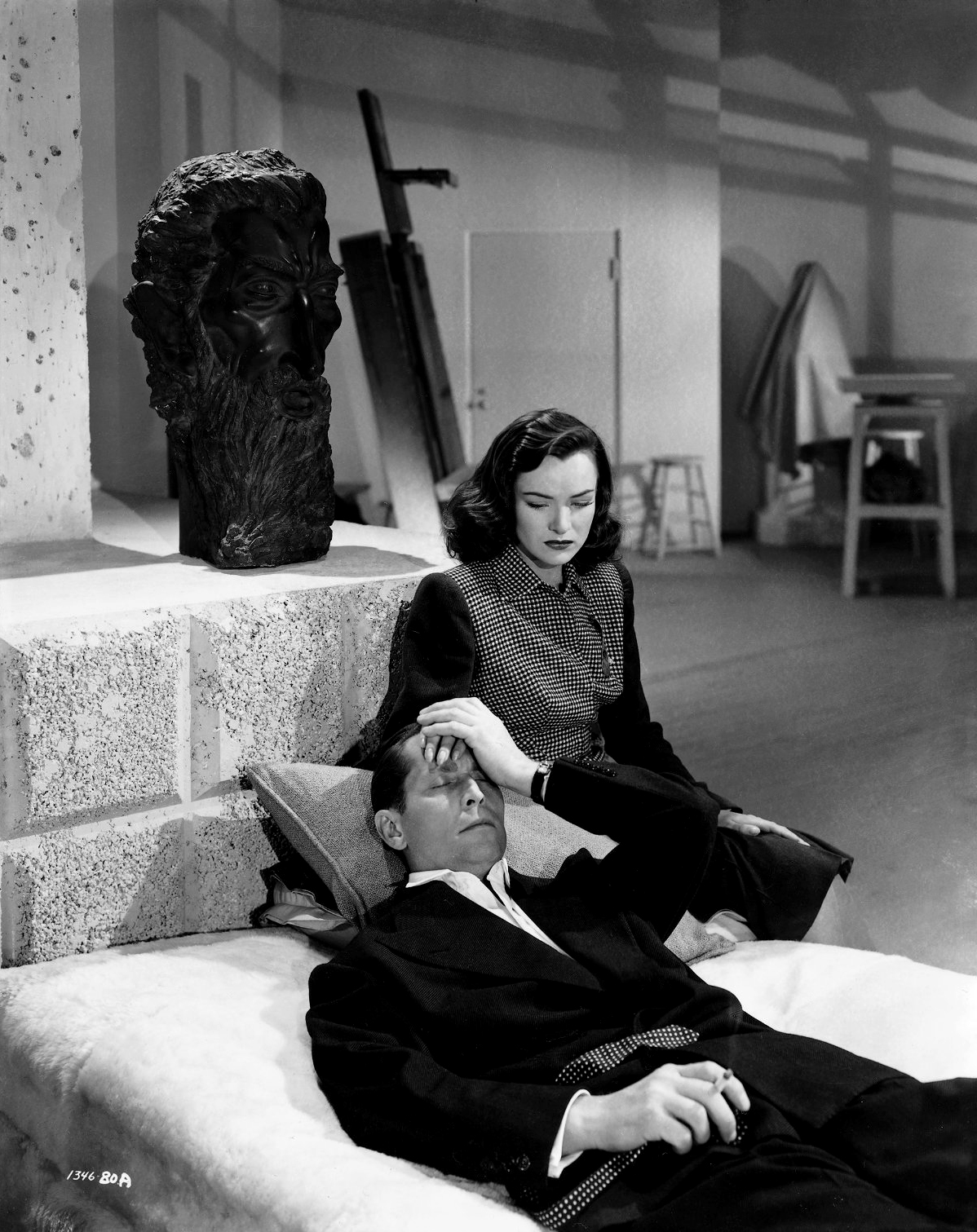
Franchot Tone ed Ella Raines

New York, anni '40. L'ingegnere Scott Henderson discute con la moglie il giorno del loro anniversario, e per calmarsi va in un bar: qui incontra una misteriosa donna, di cui non sa neanche il nome. I due trascorrono la serata a teatro, ma quando Henderson torna a casa, trova la polizia alla porta e la moglie morta strangolata. I sospetti della polizia si dirigono su di lui e, non riuscendo a rintracciare la donna misteriosa, Scott non riesce a fornire un alibi convincente. Inoltre, il barista e il tassista che aveva incontrato in compagnia della donna confermano di averlo visto, ma dicono di non ricordare che fosse in compagnia. La conclusione inevitabile dell'inchiesta vede Henderson condannato a morte per omicidio.
Ma Carol Richman, segretaria di Henderson, non crede alla colpevolezza del suo capo, di cui è segretamente innamorata, e accorre in suo soccorso. Ha però poco tempo per poterlo scagionare, prima dell'esecuzione. Dapprima prova a innervosire il barista per costringerlo a parlare, ma quando lo affronta, l'uomo scappa in strada e viene investito. Di nuovo con un pugno di mosche, trova un aiuto inaspettato nell'ispettore Burgess, il poliziotto che aveva indagato sulla morte di Mrs. Henderson, e in Jack Marlow, migliore amico di Henderson, tornato apposta dal Sud America. Riescono a rintracciare Cliff, un batterista presente quella sera, e flirtando con lui Carol riesce a farlo parlare: scopre così che l'uomo ha ricevuto dei soldi per dire di non avere mai visto la donna. Ma la cosa non funziona fino in fondo, e la ragazza è costretta a scappare, perdendo il portafoglio. Cliff, poco più tardi, viene ucciso dal vero assassino, che si rivela essere Marlow.
Carol riesce a ritrovare la donna misteriosa, Ann Terry, ma questa è devastata per la morte del fidanzato ed è in terapia, e perciò è di poco aiuto. La donna non vuole collaborare, tuttavia regala a Carol il cappello indossato la sera in cui ha incontrato Henderson. Carol e Marlow si dirigono nella casa di quest'ultimo per aspettare l'arrivo dell'ispettore, costretto a partire per Philadelphia. Mentre si sta rinfrescando Carol ritrova nell'armadio il suo portafoglio, e affronta Marlow, che in preda a un crollo nervoso di cui si hanno delle avvisaglie in precedenza, le dice tutto. L'uomo tenterà poi di uccidere la ragazza, ma questa viene salvata da Burgess, mentre Marlow si suicida buttandosi dalla finestra.
Henderson viene liberato, e torna alla vita di sempre: la fedele Carol continua a lavorare per lui, e scopre con piacere di essere, finalmente, ricambiata.